# Dwyka (Westkap)
Dwyka ist eine ländliche Streusiedlung in der südafrikanischen Provinz Westkap. Sie befindet sich unweit der Nationalstraße N1. Die Ortschaft gehört zum Distrikt Central Karoo und liegt in der Lokalgemeinde Prince Albert Local Municipality.
Die Siedlung und der ebenso benannte Fluss wird dem Sprachschatz der Khoisan zugeschrieben, mit dem ein brackischer Fluss bezeichnet wird. Nach dem Fluss wurde in der Geologie eine lithostratigraphische Einheit benannt.

## Bevölkerung
Die Einwohnerzahl liegt bei rund 100 Personen.

## Geographie
Die Ortschaft befindet sich im südlichen Teil der Karoo und wird vom gleichnamigen Fluss Dwyka berührt. Aufgrund der geologischen Gegebenheiten der Karoo-Ebene ist die Landschaft sehr trocken und deshalb für Ackerbau nicht und für Viehzucht bedingt geeignet. Nur in den Canyons und Flusstälern gibt es einen nennenswerten Pflanzenwuchs. Südafrika hat in dieser Region mit ausgedehnten Wasserversorgungsprojekten die Lebensgrundlagen der Bevölkerung verbessert.
Ein gewisses touristisches Interesse findet der Dwyka Canyon des gleichnamigen Flusses. In seinem Unterlauf, südlich der Ortschaft Dwyka, befindet sich beim Zusammentritt mit dem Gamka-Fluss der Staudamm Gamkapoort. Er ist von einer steil aufragenden und sehr niederschlagsarmen Gebirgslandschaft umrahmt.
Die Siedlung befindet sich nahe einer Eisenbahnbrücke, mit der der Dwyka River überquert wird. Es existiert ein Haltepunkt.

## Geologie
Nach dem Dwyka River wurde eine hier festgelegte Typlokalität und ihre Sedimentabfolge (englisch Dwyka Group) innerhalb der Karoo-Supergruppe benannt. Es handelt sich dabei hauptsächlich um konglomeratische Ablagerungen (Tillite) während der Inlandvereisung im späten Paläozoikum (Permokarbonische Vereisung) auf dem früheren Gondwanakontinent. Die oberkarbonische Dwyka-Gruppe besitzt allein in Südafrika eine große horizontale Ausdehnung und verkörpert neben sedimentpetrographischen Aspekten einen wissenschaftlich bedeutsamen klimageschichtlichen Zeitabschnitt der Erde.